# 科尔特斯德拉夫龙特拉
科尔特斯德拉夫龙特拉，是西班牙安达卢西亚自治区马拉加省的一个市镇。 总面积176平方公里，总人口3557人（2001年），人口密度20人/平方公里。